# Planaxis obsoletus
Planaxis obsoletus är en snäckart som beskrevs av Menke 1851. Planaxis obsoletus ingår i släktet Planaxis och familjen Planaxidae. Inga underarter finns listade i Catalogue of Life.